# Виды транспорта

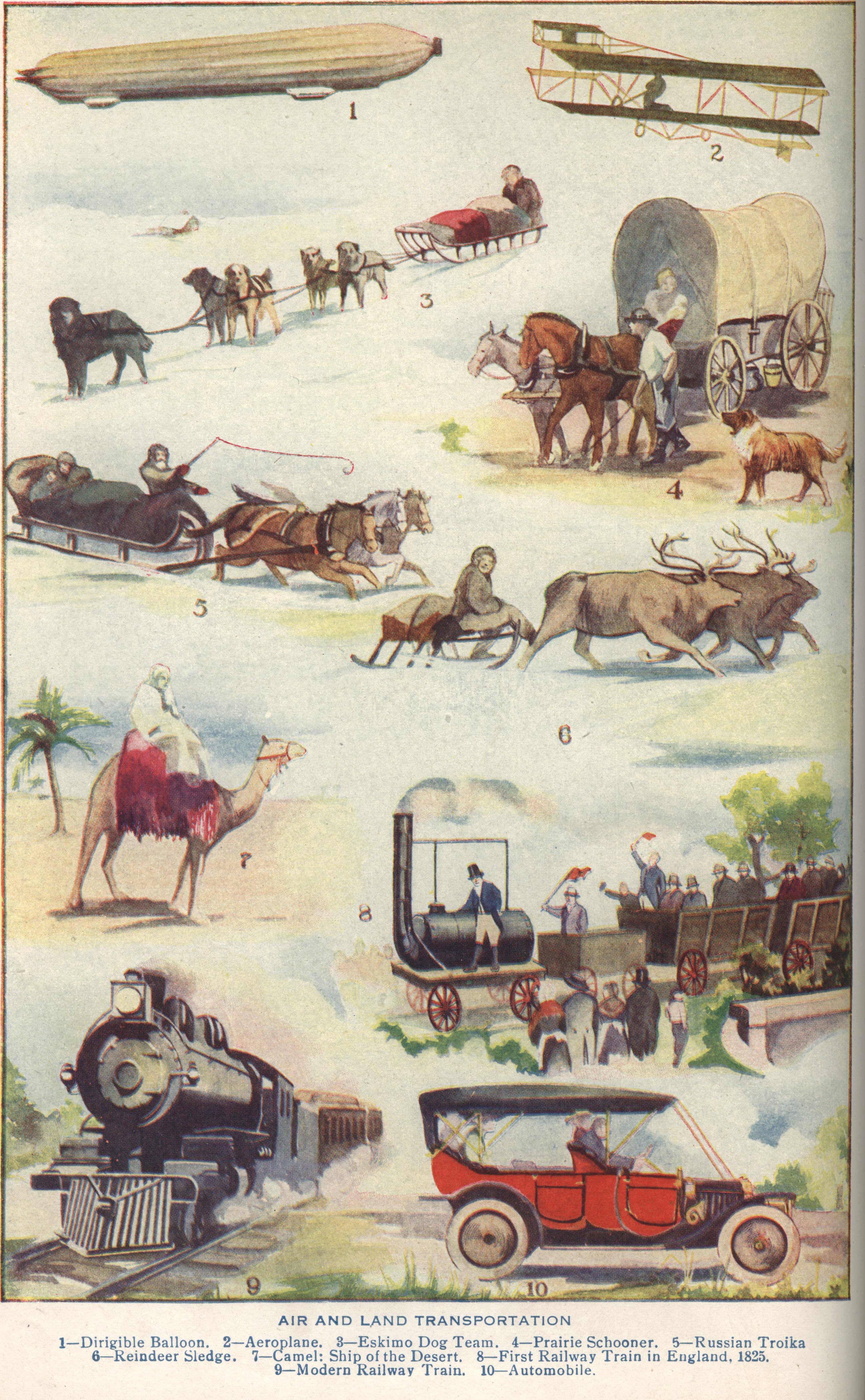

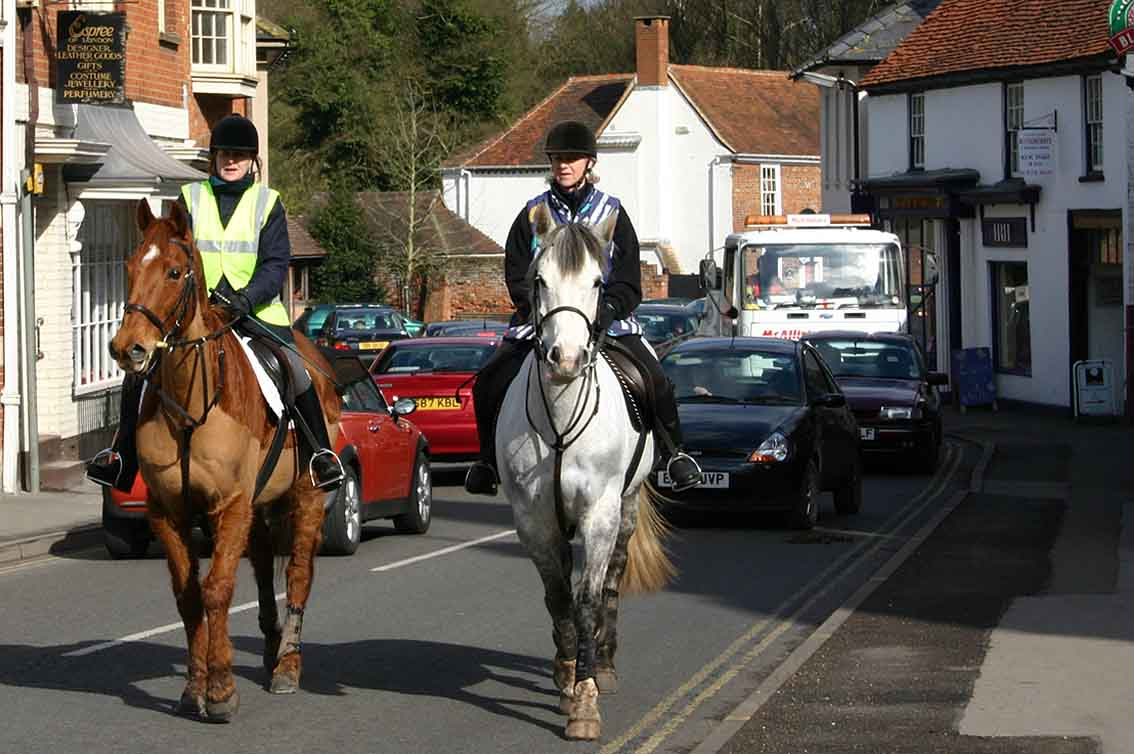
Верховой и автомобильный транспорт

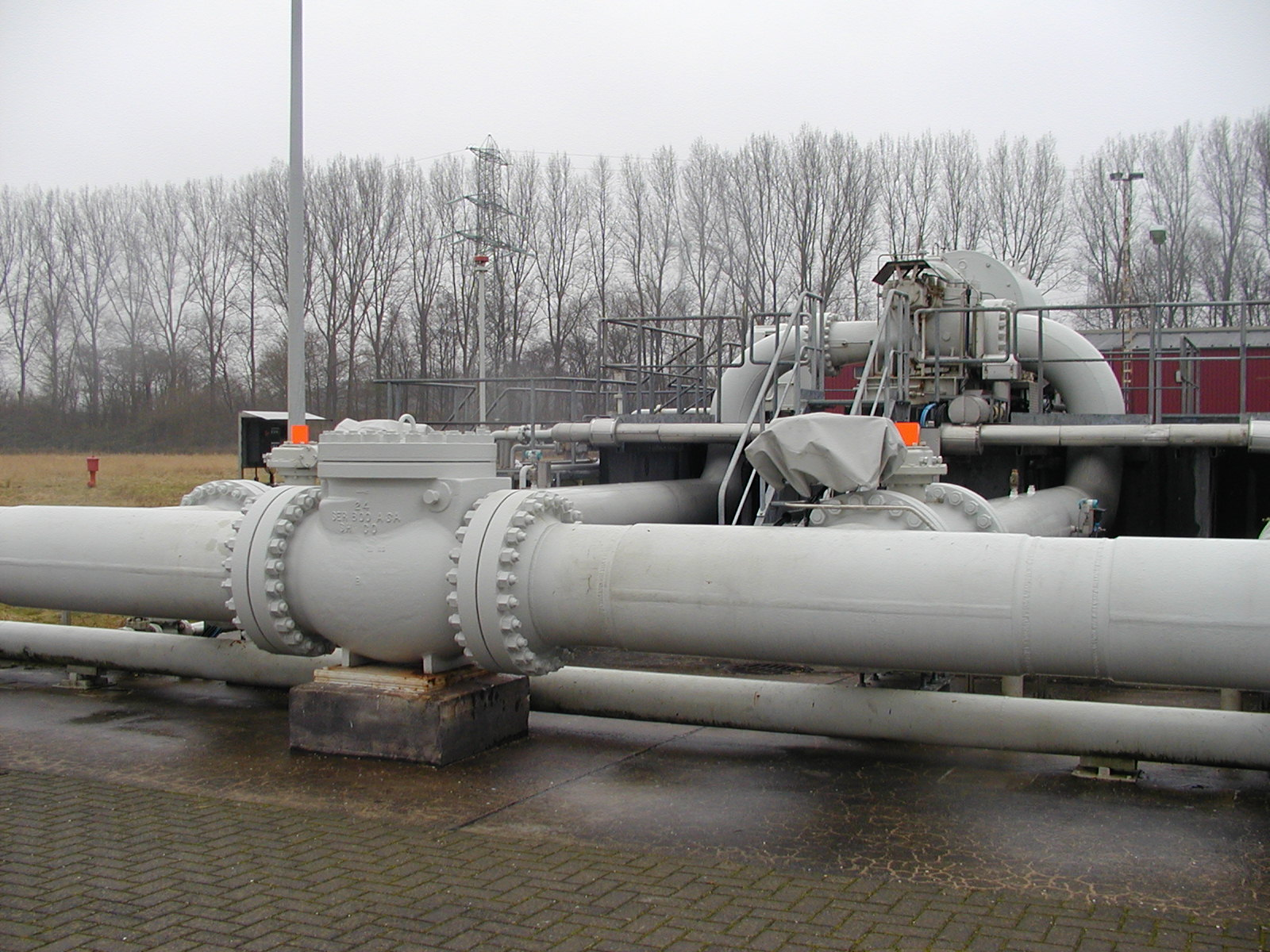
Трубопроводный транспорт

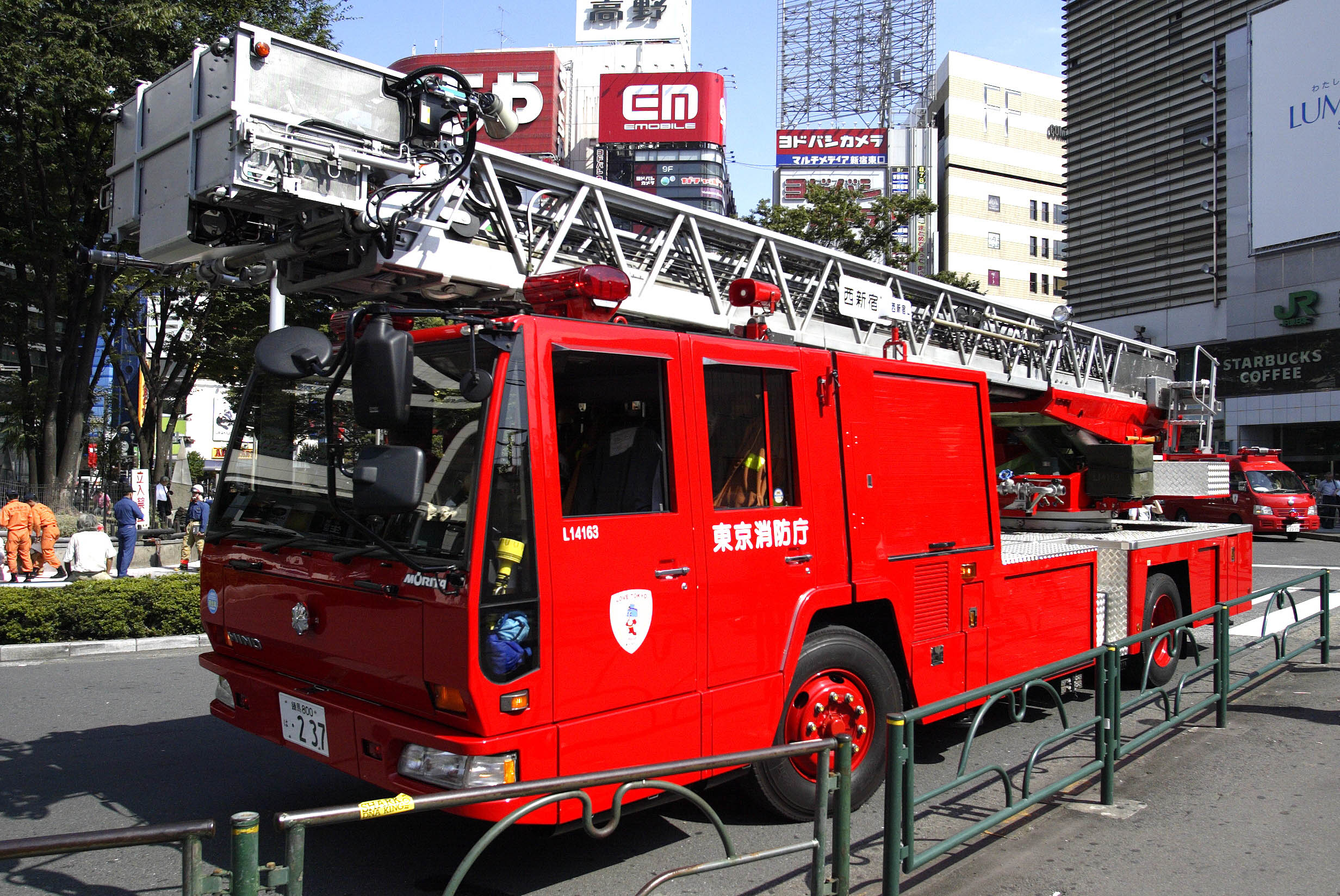
Специальный транспорт

Транспорт — это совокупность всех видов путей сообщения, транспортных средств, технических устройств и сооружений на путях сообщения, обеспечивающих процесс перемещения людей и грузов различного назначения из одного места в другое.
Весь транспорт можно разделить на ряд групп (Видов транспорта) по определённым признакам.

## По среде перемещения
В зависимости от среды, в которой транспорт выполняет свои функции, он может быть: водным, в том числе подводным, наземным, в том числе подземным, воздушным и космическим.
Возможно совмещение сред — летающие лодки, экранопланы, суда на воздушной подушке и др.

### Водный

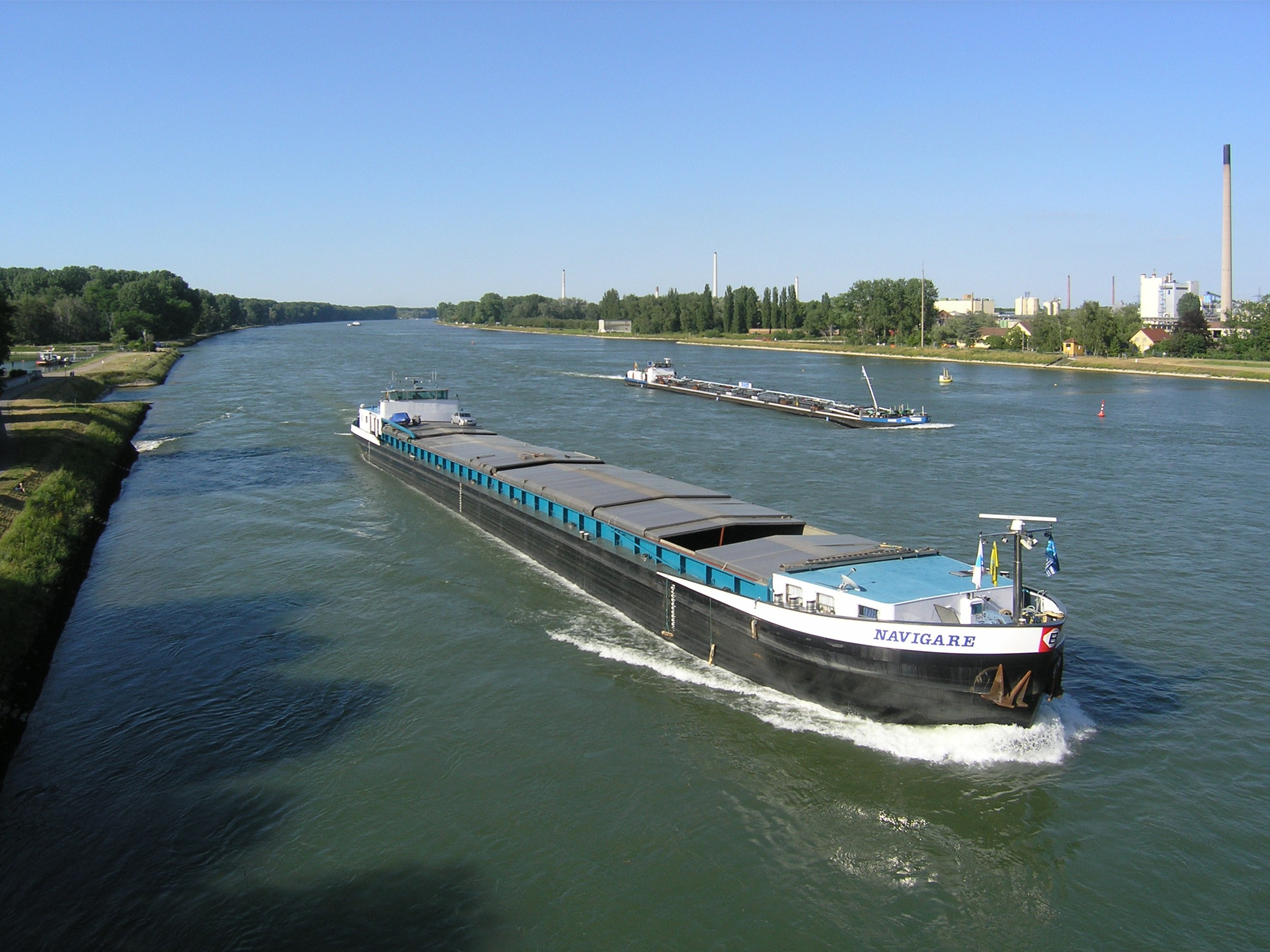
Грузовое речное судно

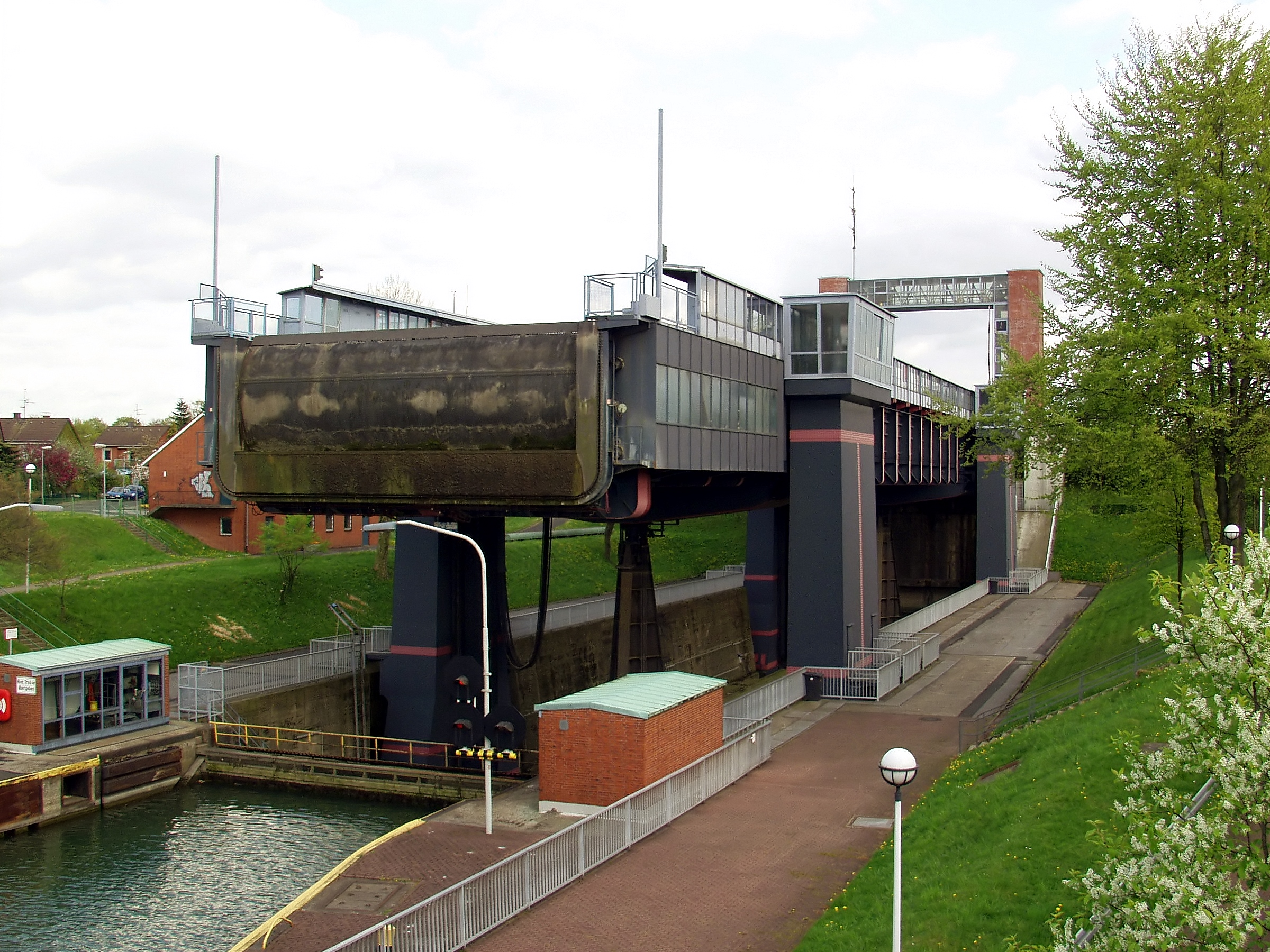
Судоподъёмный лифт

Водный транспорт — самый древний вид транспорта. Как минимум до появления трансконтинентальных железных дорог (вторая половина XIX века) оставался важнейшим видом транспорта. Даже самое примитивное парусное судно за сутки преодолевало в четыре-пять раз большее расстояние, чем караван. Перевозимый груз был большим, расходы на эксплуатацию — меньше.
Водный транспорт до сих пор сохраняет важную роль. Благодаря своим преимуществам (водный транспорт — самый дешёвый после трубопроводного), водный транспорт сейчас охватывает 60—67 % всего мирового грузооборота. По внутренним водным путям перевозят в основном массовые грузы — строительные материалы, уголь, руду — перевозка которых не требует высокой скорости (здесь сказывается конкуренция с более быстрыми автомобильным и железнодорожным транспортом). На перевозках через моря и океаны у водного транспорта конкурентов нет (авиаперевозки очень дороги, и их суммарная доля в грузоперевозках низка), поэтому морские суда перевозят самые разные виды товаров, но большую часть грузов составляют нефть и нефтепродукты, сжиженный газ, уголь, руда, контейнеры.

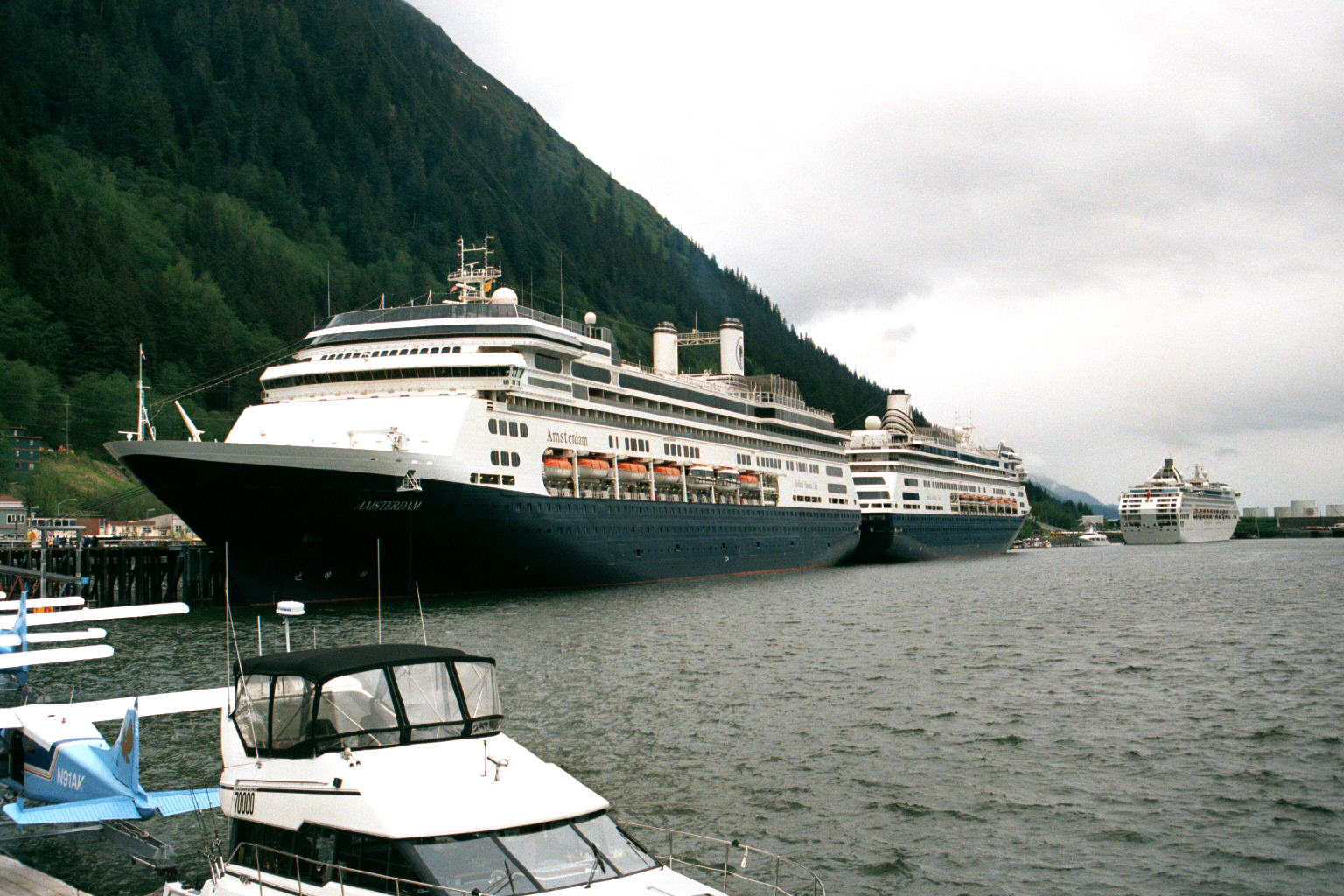
Круизное судно

Роль водного транспорта в пассажирских перевозках значительно снизилась, что связано с его низкими скоростями. Исключения — скоростные суда на подводных крыльях (иногда берущих на себя функцию междугородних автобусов-экспрессов) и суда на воздушной подушке. Также велика роль паромов и круизных лайнеров.
- Транспортные средства: суда
- Пути сообщения: над/под поверхностью морей и океанов, рек и озёр, каналы, шлюзы
- Сигнализация и управление: маяки, буи
- Транспортные узлы: морские и речные порты и вокзалы

### Воздушный транспорт

#### Aвиация

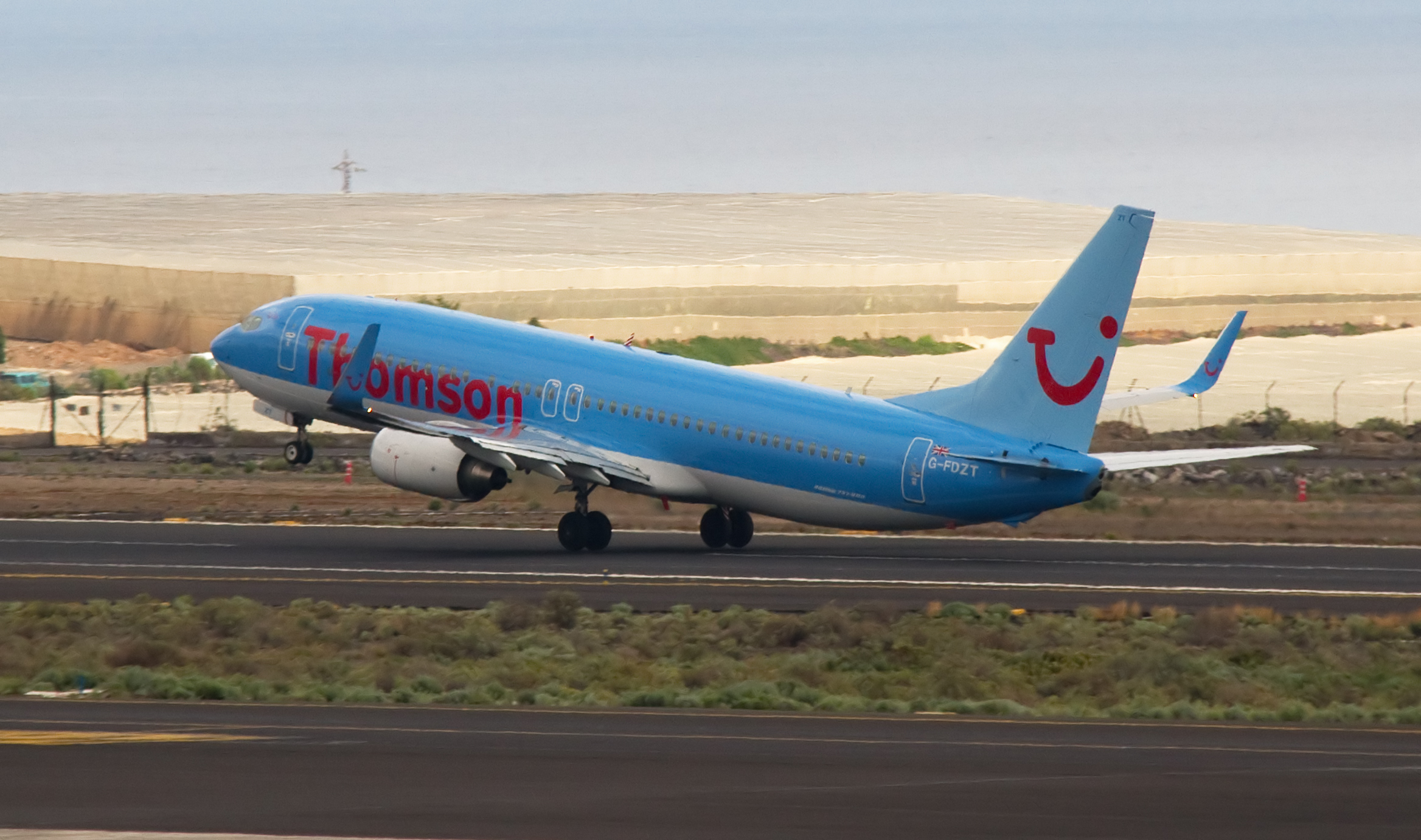
Boeing 737-8K5(WL) G-FDZT (8542035433)

Воздушный транспорт — самый быстрый и в то же время самый дорогой вид транспорта. Основная сфера применения воздушного транспорта — пассажирские перевозки на расстояниях свыше тысячи километров. Также осуществляются и грузовые перевозки, но их доля очень низка. В основном авиатранспортом перевозят скоропортящиеся продукты и особо ценные грузы, а также почту. Во многих труднодоступных районах (в горах, районах Крайнего Севера) воздушному транспорту нет альтернатив. В таких случаях, когда в месте посадки отсутствует аэродром (например, доставка научных групп в труднодоступные районы) используют не самолёты, а вертолёты, которые не нуждаются в посадочной полосе.
Большая проблема современных самолётов — шум, производимый ими при взлёте, который значительно ухудшает качество жизни обитателей расположенных рядом с аэропортами районов.
- Транспортные средства: самолёты и вертолёты
- Пути сообщения: воздушные коридоры
- Сигнализация и управление: авиамаяки, диспетчерская служба
- Транспортные узлы: аэропорты

#### Воздухоплавание

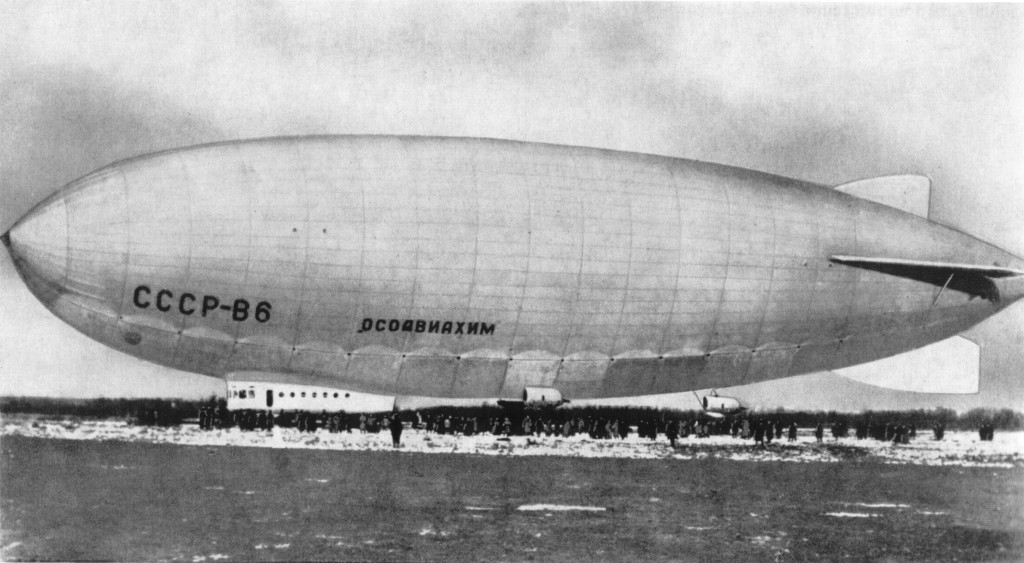
Дирижабль В-6 «Осоавиахим» 30-е годы, СССР

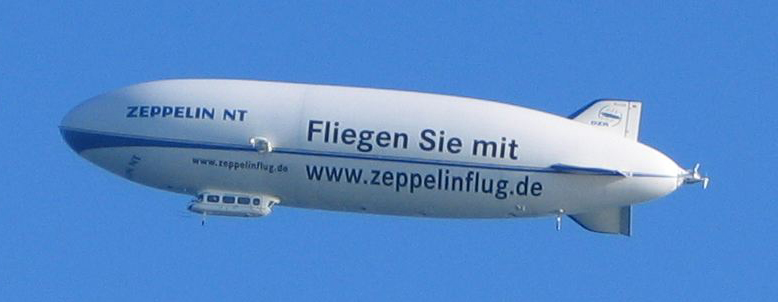
Современный полужёсткий дирижабль «Zeppelin NT», Германия. Дирижабли этого типа производятся с 1990-х годов немецкой компанией Zeppelin Luftschifftechnik GmbH (ZLT) в Фридрихсхафене. Это дирижабли объёмом 8225 м³ и 75 м в длину. Они значительно меньше, чем старые Цеппелины, которые достигали максимального объёма в 200 000 м³. Кроме того, они наполнены исключительно невоспламеняющимся гелием.

В настоящее время понятия авиация и воздушный транспорт фактически стали синонимами, так как воздушные перевозки осуществляются исключительно воздушными судами тяжелее воздуха. Однако первые воздушные суда были легче воздуха. В 1709 году был запущен первый воздушный шар. Впрочем, воздушные шары были неуправляемы.
Дирижабль — управляемый летательный аппарат легче воздуха. 13 ноября 1899 французский воздухоплаватель А. Сантос-Дюмон совершил первый успешный полёт дирижабля, облетев вокруг Эйфелевой башни в Париже со скоростью 22—25 км/ч. В период между мировыми войнами дирижабли широко использовались в военных, гражданских, научных, и спортивных целях. Пассажирские дирижабли даже совершали регулярные перелёты между Европой и Америкой.
В конце XX века возобновился интерес к дирижаблям: теперь вместо взрывоопасного водорода или дорогого инертного гелия применяется их смесь. Дирижабли хоть и много медленнее самолётов, но зато намного экономичнее. Тем не менее до сих пор сфера их применения остаётся маргинальной: рекламные и увеселительные полёты, наблюдение за дорожным движением. Дирижабли также предлагаются в качестве климатически приемлемой альтернативы самолётам.
- Транспортные средства: аэростаты и дирижабли

### Космический транспорт
Космический транспорт — это вид транспорта, используемый в безвоздушном пространстве для перевозки людей или грузов. Что касается полетов человека, то как правило, пассажиры являются одновременно и командой, которая управляет транспортным средством. Некоторые космические суда, такие как «Прогресс» просто перевозят грузы, в них нет человеческой команды управления. Эту роль берут на себя роботы, либо же автоматизированная система управления.
В космическом деле используются ракетные технологии. Существует несколько типов космических ракет, которые подразделяются по принципу целей, выполняемых в безвоздушном пространстве: орбитальные и суборбитальные системы, межпланетные, межзвездные, межгалактические и околоземные космические аппараты.

### Наземный транспорт
Может быть и подземным. Подразделяется на разные виды транспорта по ряду признаков.
По типам путей сообщения подразделяется на рельсовый (железнодорожный) и безрельсовый. По типу движителя на колёсный, гусеничный, использующий животных и прочие. Здесь перечислены основные виды наземного транспорта без строгой классификации.

#### По числу колёс

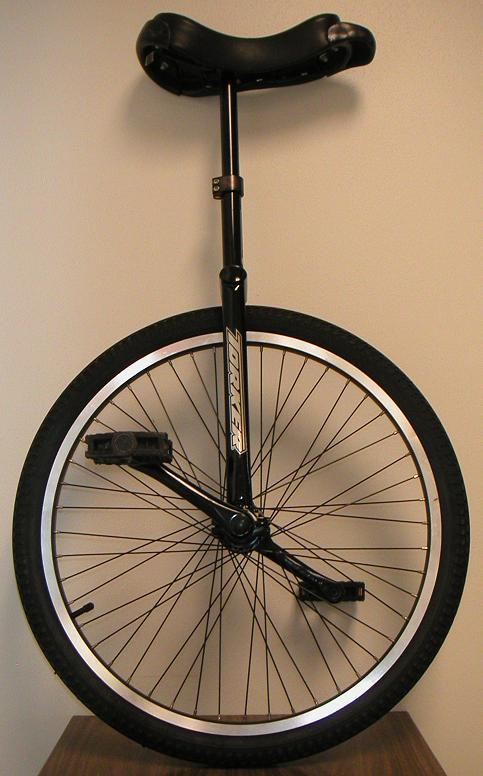
Моноцикл

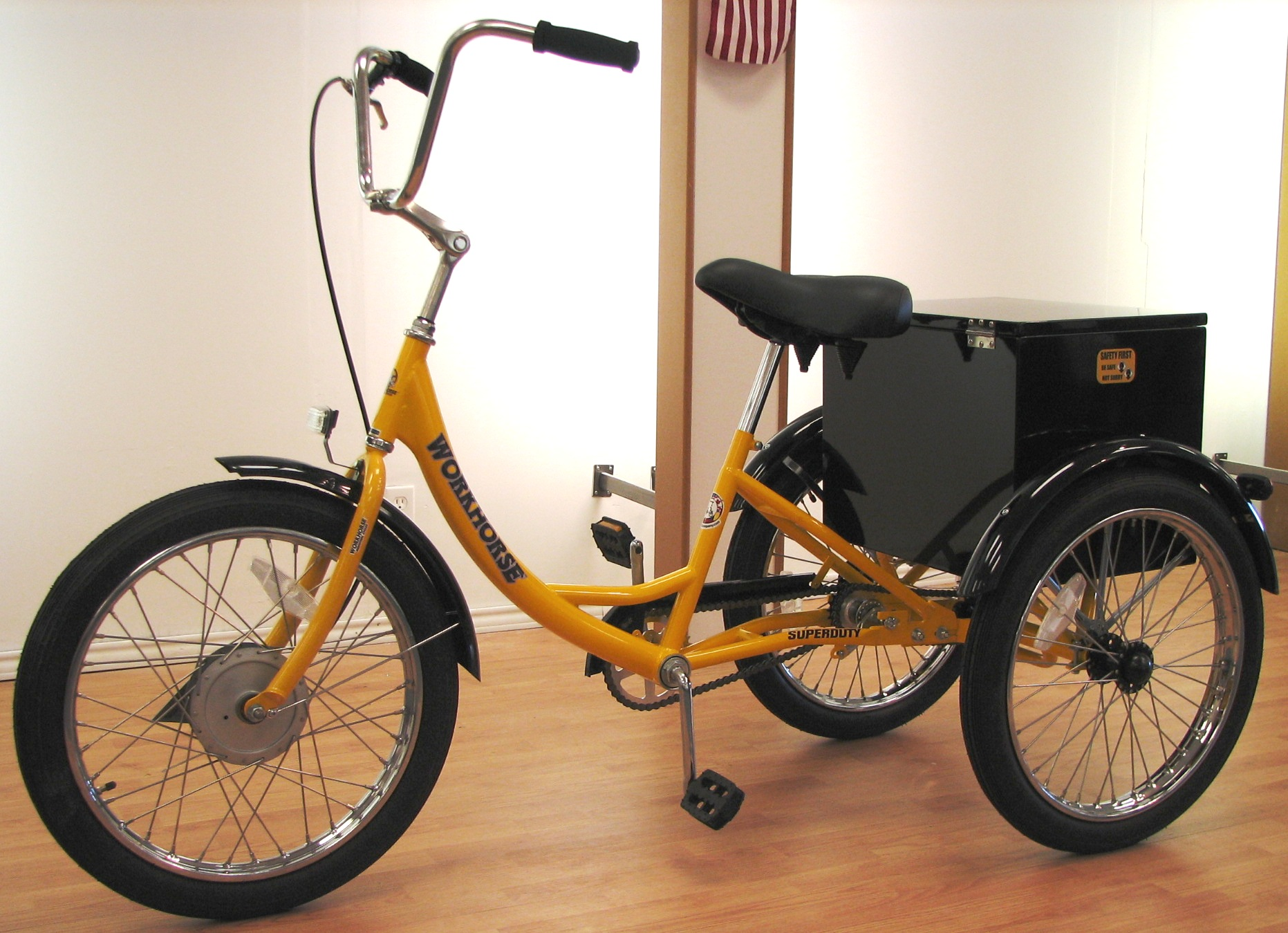
Грузовой трицикл

По числу колёс колёсный безрельсовый транспорт подразделяется на:
- Моноциклы (от лат. mono один, единый и др.-греч. kýklos круг, колесо) — 1-колёсные транспортные средства из-за высоких требований к умению держать равновесие, в настоящий момент основная сфера применения моноциклов — цирковое искусство,
- Моноколесо — одноколесное электрическое транспортное средство со встроенным гироскопом для самобалансировки, Моноколесо

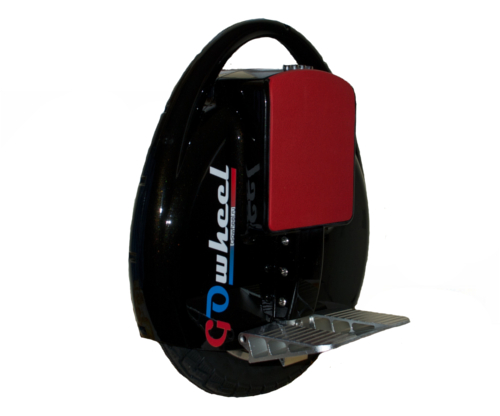
Моноколесо

- Бициклы (от лат. bi два и др.-греч. kýklos круг, колесо) — 2х-колёсные транспортные средства — велосипеды, мопеды и мотоциклы и пр.,

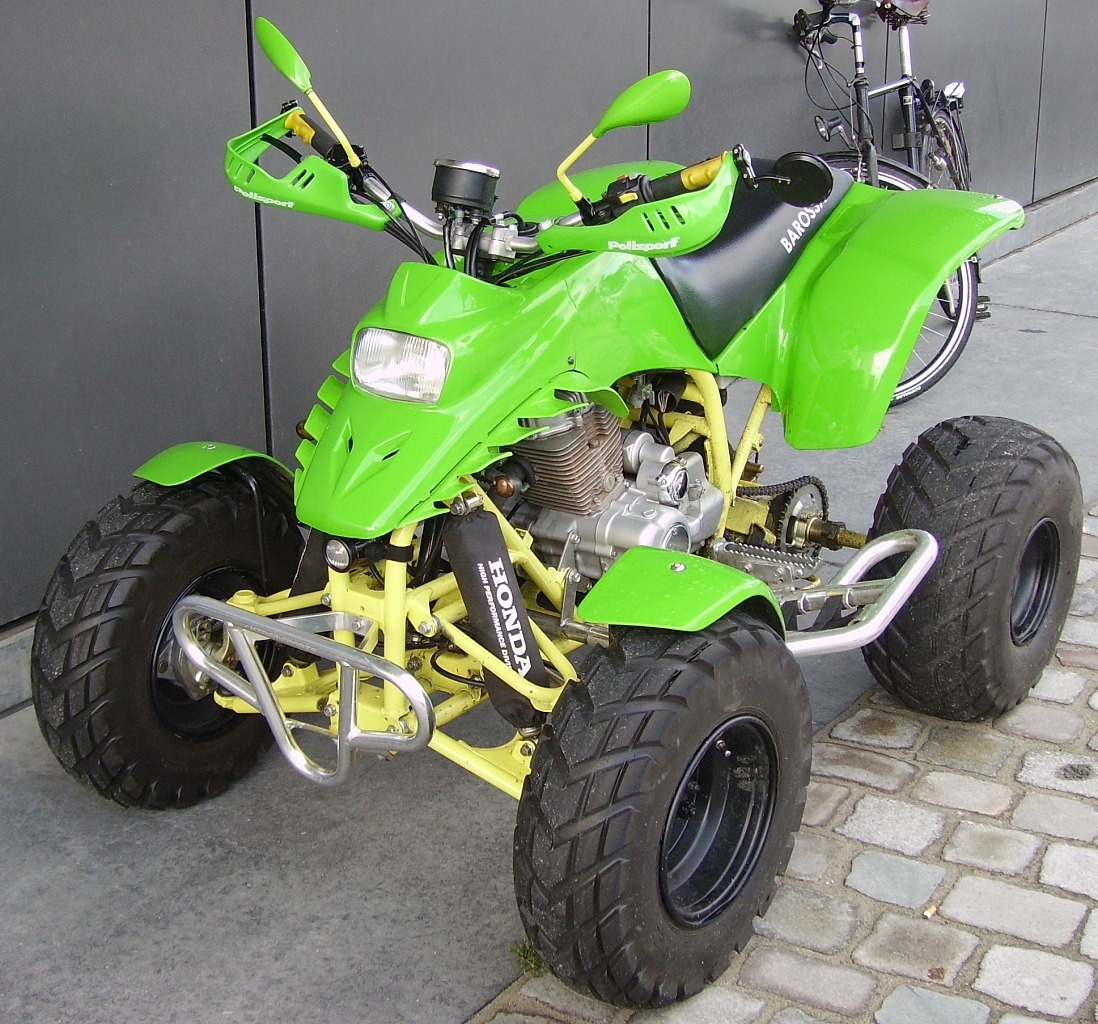
Квадроцикл

- Трициклы (от три и др.-греч. kýklos круг, колесо) — 3х-колёсные транспортные средства — некоторые велосипеды, мотоциклы (трайки), автомобили и пр.,
- Квадроциклы (от итал. quattro четыре и др.-греч. kýklos круг, колесо) — 4х-колёсные мотоколяски и лёгкие автомобили.

#### Железнодорожный

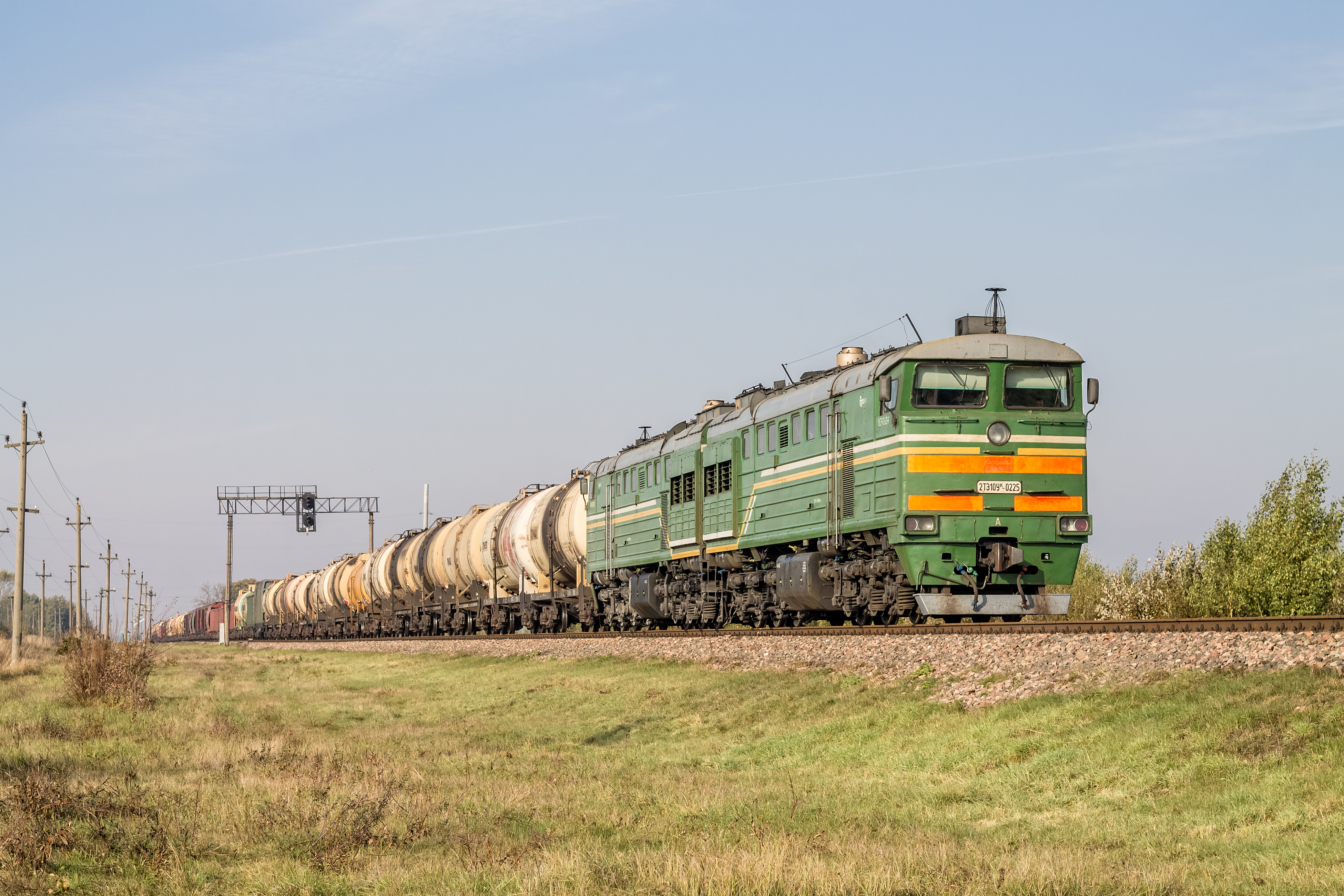
Грузовой поезд в Белоруссии

Железнодорожный транспорт — вид наземного транспорта, перевозка грузов и пассажиров на котором осуществляется колёсными транспортными средствами по рельсовым путям. Железнодорожные пути обычно состоят из железных рельс, установленных на шпалы и балласт, по которому движется подвижной состав, обычно оснащённый металлическими колёсами. Подвижной состав железнодорожного транспорта обычно имеет меньшее сопротивление трению по сравнению с автомобилями, а пассажирские и грузовые вагоны могут быть сцеплены в более длинные поезда. Поезда приводятся в движение локомотивами. Железнодорожный транспорт является относительно безопасным видом транспорта.
Возникнув в начале XIX века (первый паровоз был построен в 1804 году), к середине того же века он стал самым важным транспортом промышленных стран того времени. К концу XIX века суммарная длина железных дорог перевалила за миллион километров. Железные дороги связали внутренние промышленные районы с морскими портами. Вдоль железных дорог вырастали новые промышленные города. Однако после Второй мировой войны, когда распространились скоростные автомагистрали и реактивные самолёты, железные дороги начали терять своё значение.
Железные дороги имеют много преимуществ — высокую грузоподъёмность, надёжность, сравнительно высокую скорость. Сейчас по железным дорогам перевозят самые разные грузы, но в основном — массовые, такие как сырьё, сельхозпродукция. Введение контейнеров, облегчающих перегрузку, также повысило конкурентоспособность железных дорог.

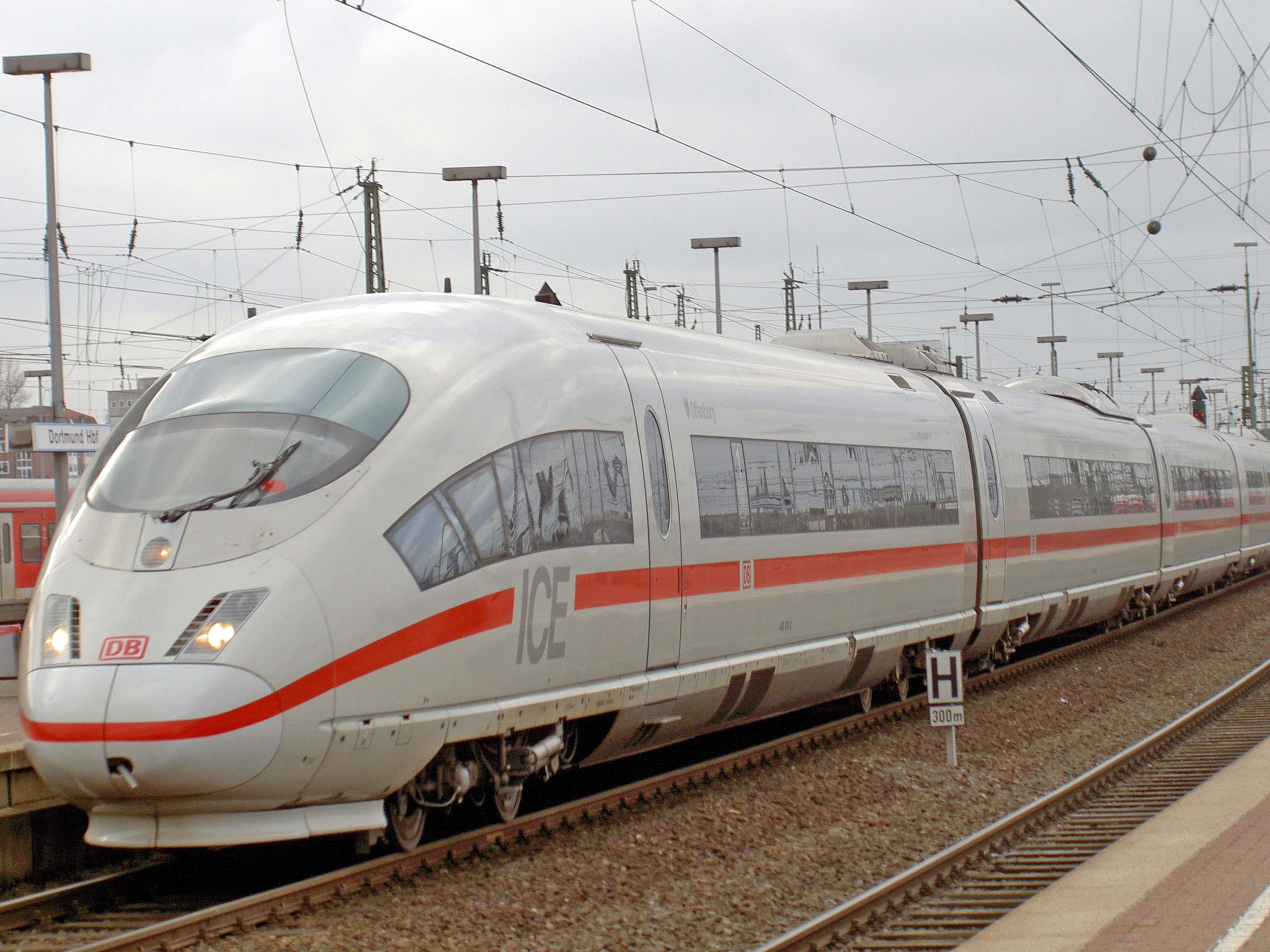
Скоростной поезд ICE3, Германия

Сначала в Японии, а теперь и в Европе была создана система скоростных железных дорог, допускающих движение со скоростями до трёхсот километров в час. Такие железные дороги стали серьёзным конкурентом авиалиний на небольших расстояниях. По-прежнему высока роль пригородных железных дорог и метрополитенов. Электрифицированные железные дороги (а к настоящему времени большинство железных дорог с интенсивным движением электрифицировано) намного экологичнее автомобильного транспорта. Наиболее электрифицированы железные дороги в Швейцарии (до 95 %), в России же этот показатель доходит до 47 %.
Из-за использования рельс, которые имеют малое сцепление, железнодорожные поезда чрезвычайно подвержены опасности столкновений, поскольку обычно следует со скоростью, не дающей возможности остановиться достаточно быстро или тормозной путь длиннее видимой для машиниста дистанции. Большинство форм контроля движения поездов состоит из инструкций движения передаваемых от ответственных за участок железнодорожной сети к бригаде поезда.
- Транспортные средства: локомотивы и вагоны
- Пути сообщения: железнодорожный путь, мосты, тоннели,эстакады
- Сигнализация и управление: железнодорожная сигнализация
- Транспортные узлы: железнодорожные станции и вокзалы
- Энергетическое обеспечение: контактная сеть и тяговые подстанции (на электрифицированных ЖД), пункты заправки и экипировки локомотивов

Трамвай
Трамвай — вид уличного и частично уличного рельсового общественного транспорта для перевозки пассажиров по заданным маршрутам (обычно на электротяге), используемый преимущественно в городах.
Легкорельсовый транспорт
Легкорельсовый транспорт (также «легкий рельсовый транспорт», ЛРТ, от англ. Light Rail) — городской железнодорожный общественный транспорт, характеризующийся меньшими, чем у метрополитена и железной дороги, и большими, чем у обычного уличного трамвая скоростью сообщения и пропускной способностью.
Разновидностью легкорельсового транспорта является скоростной трамвай в том числе подземный трамвай и городская железная дорога). При этом отличия таких легкорельсовых систем от метрополитена, городской железной дороги (S-Bahn), являются нечёткими, что зачастую становится причиной терминологических ошибок. В целом данный термин, как правило, применяется для обозначения скоростных электрифицированных железнодорожных систем (например, трамвайных), обособленных от прочих транспортных потоков на большей части сети, однако допускающих в рамках системы и одноуровневые пересечения, и даже уличное движение (в том числе трамвайно-пешеходные зоны). В отличие от лёгкого метро, более близкого к обычному метро, легкорельсовый транспорт ближе к трамваю.
Эстакадный транспорт
Эстакадный транспорт, надземка (англ. elevated railways, в США сокращённо: el) — городская рельсовая скоростная внеуличная отдельная система или часть системы городских железных дорог (S-Bahn), метрополитенов, легкорельсового транспорта (в зависимости от исполнения, количества вагонов и массо-габаритных параметров подвижного состава), проложенная над землёй на эстакаде.

#### Автомобильный
Автомобиль(др.-греч. αὐτός — сам и лат. mobilis — подвижной, скорый) — средство безрельсового транспорта с собственным двигателем.Автомобильный транспорт сейчас — самый распространённый вид транспорта. Автомобильный транспорт моложе железнодорожного и водного, первые автомобили появились в самом конце XIX века. Преимущества автомобильного транспорта — манёвренность, гибкость, скорость, доступность, удобность.
Развитие автомобильного транспорта и связанной с ними автодорожной инфраструктуры направлено на борьбу с бедностью, за счет увеличения торговли, оживления предпринимательства, снижения цен на товары и улучшения бытовых условий. С помощью автомобильного транспорта, население обслуживается автомобилями скорой медицинской помощи, полиции, пожарных, спасательных, ремонтных и строительных служб. Автотранспортная сеть позволила распространить медицинские и образовательные услуги в ранее недоступные районы.
Недостатки. На всех стадиях производства, эксплуатации и утилизации автомобилей, топлива, масел, покрышек, строительства дорог и других объектов автомобильной инфраструктуры наносится значительный экологический ущерб. В частности, окислы азота и серы, выбрасываемые в атмосферу при сжигании бензина, вызывают кислотные дожди.
Легковые автомобили — самый расточительный транспорт по сравнению с другими видами транспорта в пересчёте на затраты, необходимые на перемещение одного пассажира.
Автомобильный транспорт требует хороших дорог. Сейчас в развитых странах существует сеть автомагистралей — многополосных дорог без перекрёстков, допускающих скорости движения свыше ста километров в час.
- Транспортные средства: различные типы автомобилей — легковые, автобусы, троллейбусы, грузовые;
- Пути сообщения: автомобильные дороги, мосты, тоннели, путепроводы, эстакады;
- Сигнализация и управление: правила дорожного движения, светофоры, дорожные знаки, автотранспортные инспекции;
- Транспортные узлы: автостанции, автовокзалы, автостоянки, перекрёстки;
- Двигатель: паровой котёл, двигатель внутреннего сгорания, электромотор, гибридная силовая установка;
- Энергетическое обеспечение: автомобильные заправочные станции, контактная сеть, электрозарядная станция, электрический аккумулятор;
- Техническое обеспечение: станция технического обслуживания автомобилей (СТОА), парки (автобусный, троллейбусный), автодорожные службы

##### По назначению
По назначению aвтомобили разделяются на транспортные, специальные и гоночные. Транспортные служат для перевозки грузов и пассажиров. Специальные aвтомобили имеют постоянно смонтированное оборудование или установки и применяются для различных целей (пожарные и коммунальные aвтомобили, автолавки, автокраны и т. п.). Гоночные предназначаются для спортивных соревнований, в том числе для установления рекордов скорости (рекордно-гоночные aвтомобили). Транспортные aвтомобили в свою очередь делятся на легковые, грузовые и автобусы. Троллейбус — автобус с электрическим приводом. Легковые автомобили имеют вместимость от 2 до 8 человек.
Грузовые автомобили перевозят все виды грузов, и даже на больших расстояниях (5 000 км и более) автопоезда (грузовик-тягач и прицеп или полуприцеп) успешно конкурируют с железной дорогой при перевозке ценных грузов, для которых критична скорость доставки, например, скоропортящихся продуктов.
Легковые автомобили (автомобили индивидуального пользования) — абсолютное большинство ныне существующих автомобилей. Их используют, как правило, для комфортных и семейных поездок на расстояния до трёхсот километров.
Общественный автомобильный транспорт
Для эксплуатации в городах и пригородах используются преимущественно низкопольные городские автобусы, а для междугородных и международных рейсовых и туристических перевозок — междугородные и туристические лайнеры. Последние отличаются от городских моделей компоновкой с повышенным уровнем пола (для размещения под ним багажных отсеков), комфортабельным салоном только с сидячими местами, наличием дополнительных удобств (кухни, гардероба, туалета). В связи с повышением комфортности туристических автобусов в конце XX века, они вполне успешно конкурируют с железными дорогами в области перевозки туристов.

#### Велосипедный
Велосипед (от лат. velox — быстрый и pes — нога) — двух- (реже 3-) колёсный механизм для передвижения, с приводом от 2 педалей, в основном, через цепную передачу.
Веломобиль — транспортное средство с мускульным привдом ног, рук, или даже всех возможных мышц.

#### Транспорт движимый животными

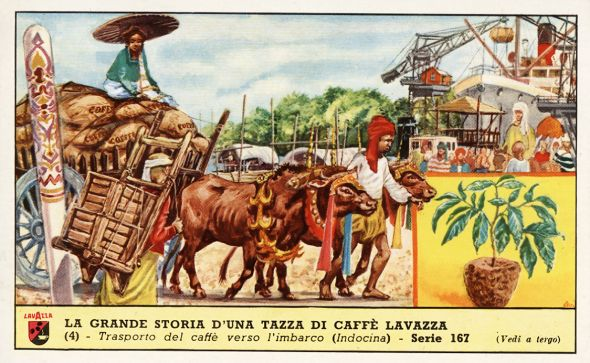
Lavazza 0002782 m

Использование животных для перевозки людей и грузов известно с древних времён. Люди могут ездить на некоторых животных верхом или запрягать поодиночке или группами в повозки (телеги, обозы) или сани для перевозки грузов или пассажиров, либо навьючивать их.

##### Гужевой
Гужевой транспорт — вид транспорта, в котором в качестве тяги применяется сила животных (лошадей, волов, слонов, ослов, верблюдов, оленей, лам, собак и др.).
На протяжении многих веков гужевой транспорт был основным видом сухопутного транспорта. С развитием сети железных дорог (со 2-й четверти 19 века) он утратил своё значение для перевозок, за исключением горных районов, пустынь и районов Крайнего Севера.
В XX веке применение гужевого транспорта было ограничено районами, не имевшими дорог. Значение гужевого транспорта ещё сохраняется в странах Африки для внутригородских и местных перевозок и для сельскохозяйственных работ. Но с развитием парка автомобилей, тракторов и комбайнов, значение гужевого транспорта сокращается и в этих областях.

##### Вьючный

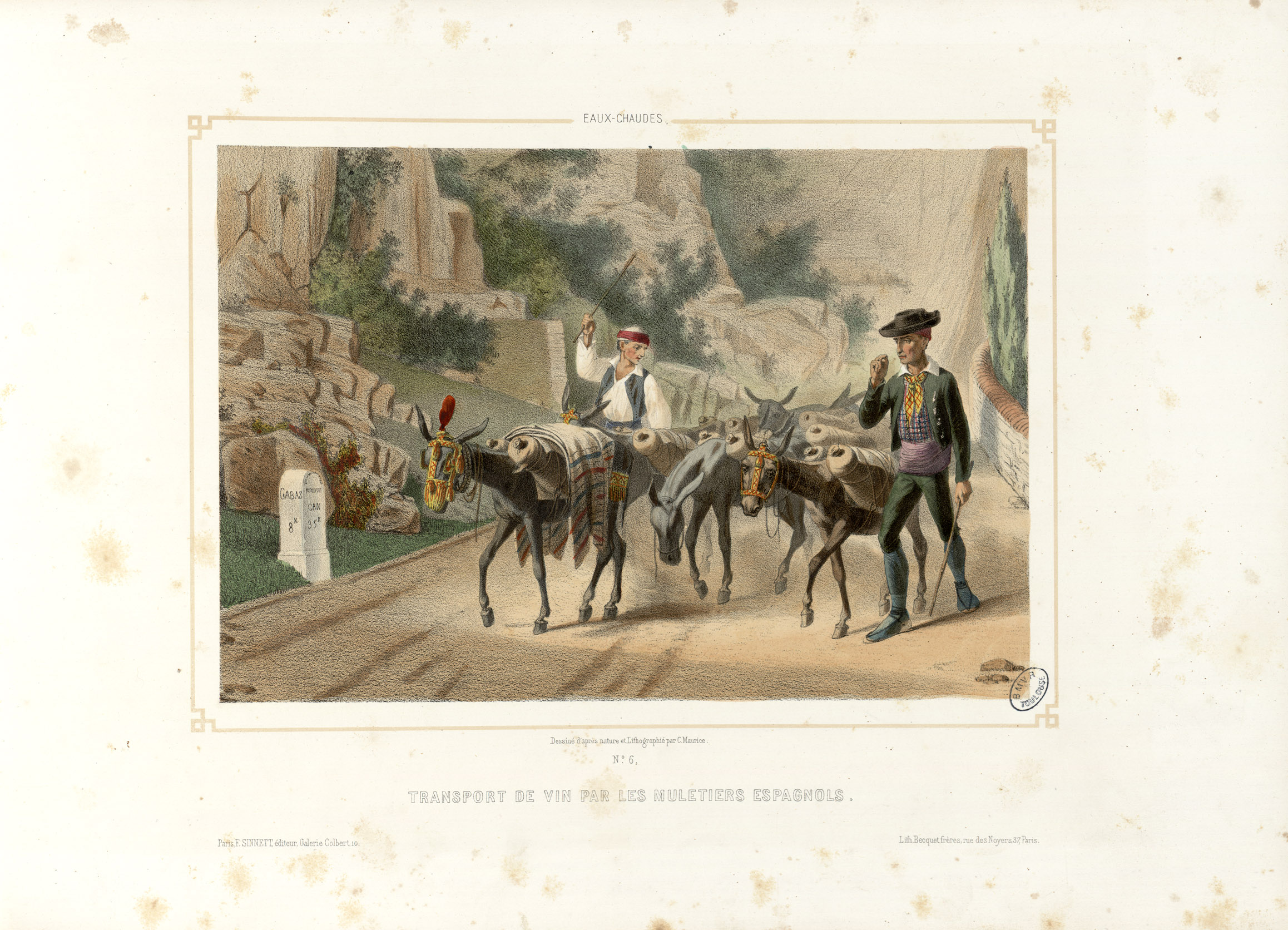
Eaux-Chaudes — Transport de vin par les muletiers espagnols — Fonds Ancely — B315556101 A MONTAUT 021

Средство перевозки грузов в горах, пустынях, лесисто-болотистой и таёжной местности с помощью вьючных животных. Применяется там, где из-за бездорожья, характера местности или состояния погоды невозможно пользоваться гужевым, автомобильным транспортом или вертолётами. Для закрепления и удержания грузов на спине животного применяются вьюки или вьючные сёдла.

#### Трубопроводный
Трубопроводный транспорт довольно необычен: он не имеет транспортных средств, вернее, сама инфраструктура «по совместительству» является транспортным средством. Трубопроводный транспорт дешевле железнодорожного и даже водного. Он не требует большого количества персонала. Основной тип грузов — жидкие (нефть, нефтепродукты и вода) или газообразные. Нефтепроводы и газопроводы транспортируют эти продукты на большие расстояния короткой линией с наименьшими потерями. Трубы укладывают на земле или под землёй, а также на эстакадах. Движение груза осуществляют насосные или компрессорные станции.
Самый повседневный вид трубопроводного транспорта — водопровод и канализация.
Существуют экспериментальные трубопроводы, в которых твёрдые сыпучие грузы перемещаются в смешанном с водой виде. Другие примеры трубопровода для твёрдых грузов — пневмопочта, мусоропровод.

##### Пневматический
Пневматический транспорт — «совокупность установок и систем, служащих для перемещения сыпучих и штучных грузов с помощью воздуха или газа».
Применение.
- для загрузки бункеров и регулируемого выпуска материалов из них.
- перемещение материалов между складами и цехами.
- разгрузка и загрузка транспортных средств.
- закладка выработанных пространств шахт породой.
- удаление отходов производства, например золы, стружки, пыли.
- Для перемещения штучных грузов применяется пневматическая почта. Закрытые пассивные капсулы (контейнеры) перемещаются под действием сжатого или, наоборот, разрежённого воздуха по системе трубопроводов, перенося внутри себя нетяжёлые грузы, документы. Данный вид транспорта, как правило, применялся для доставки почты, писем, документов, откуда и следует его название. Пневматическая почта использовалась в XIX—XX веках и используется поныне, например, для доставки бумажных купюр в супермаркетах без отлучения кассира с рабочего места[12].

Пневматическая почта — вид транспорта, система перемещения штучных грузов под действием сжатого или, наоборот, разрежённого воздуха. Закрытые пассивные капсулы (контейнеры) перемещаются по системе трубопроводов, перенося внутри себя нетяжёлые грузы, документы. Данный вид транспорта, как правило, применялся для доставки почты, писем, документов, откуда и следует его название. Пневматическая почта использовалась в XIX—XX веках и используется поныне, например, для доставки бумажных купюр в супермаркетах без отлучения кассира с рабочего места.

#### Внеуличный транспорт

##### Метрополитен

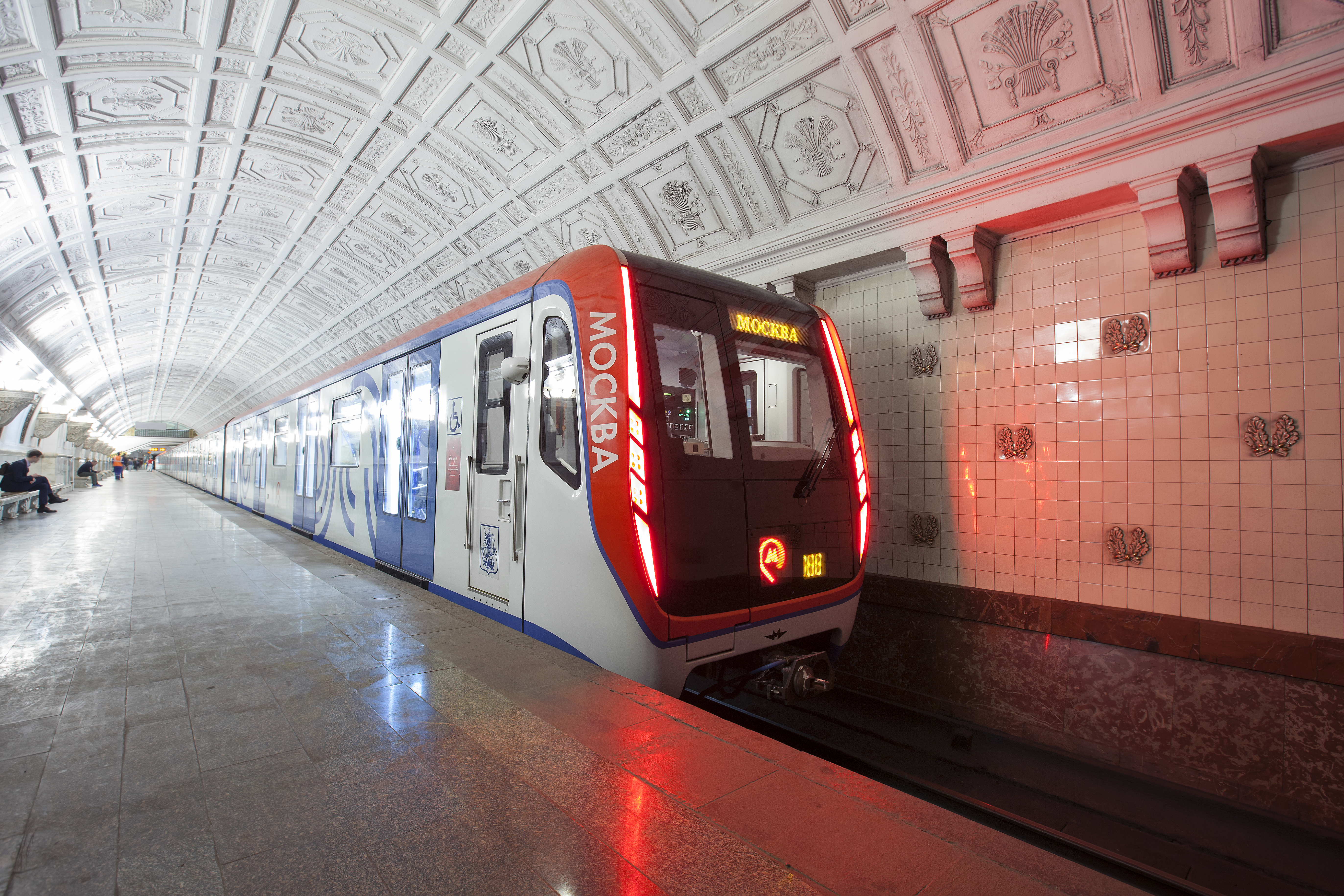
Московский метрополитен

Метрополитен (от фр. métropolitain), метро́ (métro), англ. underground, амер. англ. subway — в традиционном понимании городской рельсовый транспорт с курсирующими по ней маршрутными поездами для перевозки пассажиров, инженерно отделённый от любого другого транспорта и пешеходного движения. В общем случае метрополитен — любая внеуличная городская пассажирская транспортная система с курсирующими по ней маршрутными поездами. То есть метрополитен в традиционном понимании или, например, городские монорельсы — примеры разновидностей внеуличного транспорта. Движение поездов в метрополитене регулярное, согласно графику движения. Метрополитену свойственны высокая маршрутная скорость (до 80 км/ч) и провозная способность (до 60 тыс. пассажиров в час в одном направлении). Линии метрополитена могут прокладываться под землёй (в тоннелях), по поверхности и на эстакадах (особенно это характерно для городских монорельсов).

##### Монорельс
Монорельсовая дорога — транспортная система, в которой вагоны с пассажирами или вагонетки с грузом перемещаются по установленной на эстакаде или отдельных опорах балке — монорельсу. Различают монорельсовые дороги навесные — вагоны опираются на ходовую тележку, расположенную над путевой балкой, и подвесные — вагоны подвешены к ходовой тележке и перемещаются под монорельсом.

##### Фуникулёр
Фуникулёр (франц. funiculaire, от лат. funiculus — верёвка, канат), подъёмно-транспортное сооружение с канатной тягой, предназначенное для перемещения пассажиров и грузов по крутому подъёму на короткое расстояние. Применяется в городах и курортных центрах, а также в горных местностях. Фуникулёр представляет собой подъёмник, в котором перемещение людей и грузов производится в вагонах, движущихся по наклонным рельсовым путям между верхней и нижней станциями при помощи каната, связанного с вагонами и приводной лебёдкой. Лебёдка с приводом обычно располагается на верхней станции. По назначению фуникулёры разделяются на пассажирские, грузовые и грузопассажирские. Фуникулёры имеют ограниченное распространение из-за прерывистого характера работы, большого времени на вход и выход пассажиров или погрузку и разгрузку, небольших скоростей движения (менее 3 м/сек), невозможности движения по сложным трассам.

##### Канатная дорога
Канатная дорога — вид транспорта для перемещения пассажиров и грузов, в котором для перемещения вагонов, вагонеток, кабин или кресел служит тяговый или несуще-тяговый канат (трос), протянутый между опорами таким образом, что вагоны (кабины-гондолы, кресла, вагонетки) не касаются земли.

#### Прочие виды наземного транспорта

##### Лифтовой
Лифт (от англ. lift — поднимать), стационарный подъёмник обычно прерывного действия с вертикальным движением кабины или платформы по жёстким направляющим, установленным в шахте. Предназначен для перемещения людей и грузов, как правило, по вертикали в пределах одного здания или сооружения.

##### Эскалатор
Эскалатор (англ. escalator; первоисточник: лат. scala — лестница), наклонный пластинчатый конвейер с движущимся ступенчатым полотном, служащий для подъёма и спуска пассажиров на станциях метро, в общественных зданиях, на уличных переходах и в других местах со значительными пассажиропотоками.

##### Элеватор
Элеватор (лат. elevator, буквально — поднимающий, от elevo — поднимаю), машина непрерывного действия, транспортирующая грузы в вертикальном или наклонном направлениях. Различают Э. ковшовые, полочные, люлечные. Ковшовые Э. предназначены для подъёма по вертикали или крутому наклону (более 60°) насыпных грузов (пылевидных, зернистых, кусковых), полочные и люлечные Э. — для вертикального подъёма штучных грузов (деталей, мешков, ящиков и т. п.) с промежуточной погрузкой-разгрузкой.

## По назначению
По обслуживаемой сфере весь транспорт делится на три категории:
- транспорт общего пользования, обслуживающий сферу обращения и населения,
- транспорт не общего пользования (внутрипроизводственное перемещение сырья, полуфабрикатов, готовых изделий и др.),
- транспорт личного пользования[18].

### Транспорт общего пользования
Транспорт общего пользования не следует путать с общественным транспортом (общественный транспорт является подкатегорией транспорта общего пользования). Транспорт общего пользования обслуживает торговлю (перевозит товары) и население (пассажирские перевозки).

#### Общественный транспорт
Общественный транспорт — пассажирский транспорт, доступный и востребованный к использованию широкими слоями населения. Услуги общественного транспорта, как правило, предоставляются за определённую плату.
Согласно узкому толкованию общественного транспорта, транспортные средства, относимые к нему, предназначены для перевозки достаточно большого количества пассажиров единовременно и курсируют по определённым маршрутам (в соответствии с расписанием или реагируя на спрос). Более широкое толкование включает в это понятие также такси, рикш и тому подобные виды транспорта, а также некоторые специализированные транспортные системы.
Внутригородские пассажирские перевозки осуществляются автобусами, городским электрическим транспортом (троллейбусы, трамваи), такси, а также водным и железнодорожным транспортом; в крупных городах — метрополитеном . В пригородном сообщении преобладает железнодорожный и автобусный транспорт, в дальних сообщениях — железнодорожный и воздушный транспорт, в межконтинентальных — воздушный и морской транспорт.

### Транспорт специального пользования
- Технологический транспорт
- Военный транспорт

### Индивидуальный транспорт
- Самокат
- Электросамокат
- Скейтборд
- Ховерборд
- Автомобиль
- Гироскутер

## По используемой энергии

### Транспорт с собственным двигателем
- Транспорт с тепловыми двигателями
- Электротранспорт
- Гибридный транспорт

### Приводимый мускульной силой

#### Транспорт движимый человеком
- Велосипед
- Веломобиль — транспортное средство с мускульным приводом, сочетающее простоту, экономичность и экологичность велосипеда с устойчивостью и удобством автомобиля.
- Самокат
- Суда — гребные — использующие вёсла, и использующие шест.

## Перспективные виды транспорта
Существует много проектов новых видов транспорта. Здесь рассказывается о некоторых из тех, которые имели хотя бы экспериментальное воплощение.
- Поезд на магнитной подушке или Маглев (от англ. magnetic levitation — «магнитная левитация») — это поезд, удерживаемый над полотном дороги, движимый и управляемый силой электромагнитного поля. Такой состав, в отличие от традиционных поездов, в процессе движения не касается поверхности рельса. Так как между поездом и поверхностью полотна существует зазор, трение между ними исключается, и единственной тормозящей силой является аэродинамическое сопротивление. Относится к монорельсовому транспорту (хотя вместо магнитного рельса может быть устроен канал между магнитами — как на JR-Maglev).Скорость, достигаемая поездом на магнитной подушке, сравнима со скоростью самолёта и позволяет составить конкуренцию воздушному транспорту на ближне- и среднемагистральных направлениях (до 1000 км). Хотя сама идея такого транспорта не нова, экономические и технические ограничения не позволили ей развернуться в полной мере: для публичного использования технология воплощалась всего несколько раз. В настоящее время, маглев не может использовать существующую транспортную инфраструктуру, хотя есть проекты с расположением магнитных элементов между рельсами обычной железной дороги или под полотном автотрассы.
- Персональный автоматический транспорт — это вид городского и пригородного транспорта, который автоматически (без водителя) перевозит пассажиров в режиме такси, используя сеть выделенных путей. В настоящий момент в мире действует одна система Персонального автоматического транспорта. Это сеть ULTra в Лондонском аэропорту Хитроу. Система была открыта для пассажиров в 2010-м году[20]. Существует также система Morgantown Personal Rapid Transit, отличающаяся от классической концепции PRT увеличенным размером вагона.
- Беспилотный летательный аппарат